# 桜井晴也
桜井 晴也（さくらい はるや、1985年 - ）は、日本の小説家。埼玉県熊谷市出身。群馬大学大学院工学研究科情報工学専攻修了。

## 経歴
2013年、第50回文藝賞を「世界泥棒」で受賞してデビュー。

## 作品リスト

### 単行本
- 『世界泥棒』（2013年11月、河出書房新社）
  - 『文藝』2013年冬号

### 単行本未収録
- 「僕たちが語られる時間」
  - 『三田文学』2017年冬季号
- 「わたしの雨の話」
  - 『ビンダー』Vol.5 特集:オカルト
- 「くだけちるかもしれないと思った音」
  - 『三田文学』2018年春季号
- 「愛について僕たちが知らないすべてのこと」
  - 『PEDES』Vol.2（初出:本人ブログ）
- 「人類の最後の夜」
  - 本人ブログ
- 「彼女はとても声がちいさな女の子だった」
  - 小説アンソロジー『FFEEN vol.3』note、2023年12月15日更新[3]
  - アンソロジー『小説紊乱』（2024年5月、ffeen pub）再録[4]

### 論考
- 「佐藤泰志のせつじつさ」
  - 福間健二監修『佐藤泰志 生の輝きを求めつづけた作家』河出書房新社、2014年

## 外部サイト
- 桜井晴也 (@HaruyaSakurai) - Twitter